# Alexis Bledel
Kimberly Alexis Bledel (Houston, Texas, 16. rujna 1981.), američka televizijska i filmska glumica, model, i producentica. Popularnost je stekla ulogom Rory Gilmore u televizijskoj seriji, Gilmoreice.
Od ostalih uloga, ističe se uloga Ryden Malby u filmu, Post Grad i Lena Kaligaris u filmovima, The Sisterhood of the Traveling Pants i The Sisterhood of the Traveling Pants 2. Sudjelovala je i u filmovima, Tuck Everlasting i Sin City.

## Životopis
Rodila se u Teksasu u obitelji majke Nanette, podrijetlom Meksikanke i oca Martina, Argentinca. Zbog toga joj je materinji jezik bio španjolski, a engleski je naučila u školi.
Manekensku karijeru započela je još dok je bila u srednjoj školi, putujući na modne revije u Milano, Tokio, New York i Los Angeles. U proljeće 2000. dobila je ulogu Rory Gilmore u seriji, Gilmoreice, te se preselila u Los Angeles.

## Filmografija
| Godina | Naslov                                  | Uloga                    | Bilješke                 |
| ------ | --------------------------------------- | ------------------------ | ------------------------ |
| 1998.  | Tajkun iz Rushmorea                     | Učenica                  |                          |
| 2002.  | Tuck Everlasting                        | Winnie Jackson Foster    |                          |
| 2004.  | ¿Cuanto cuesta la admisión?             | Monique                  | kratki film              |
| 2004.  | DysEnchanted                            | Goldilocks               | kratki film              |
| 2004.  | Bride and Prejudice                     | Georgina "Georgie" Darcy |                          |
| 2005.  | Sin City                                | Becky                    |                          |
| 2005.  | The Sisterhood of the Traveling Pants   | Lena Kaligaris           |                          |
| 2006.  | I'm Reed Fish                           | Kate                     |                          |
| 2006.  | Zoom                                    | Ace                      |                          |
| 2006.  | Life Is Short                           | Charlotte                | kratki film producentica |
| 2008.  | The Sisterhood of the Traveling Pants 2 | Lena Kaligaris           |                          |
| 2009.  | The Good Guy                            | Beth Vest                |                          |
| 2009.  | Post Grad                               | Ryden Malby              |                          |
| 2009.  | Ballad of G.I. Joe                      | Lady Jaye                | kratki video             |
| 2010.  | The Conspirator                         | Sarah Weston             |                          |
| 2010.  | The Kate Logan Affair                   | Kate Logan               |                          |
| 2010.  | Girl Walks into a Bar                   | Kim                      |                          |
| 2011.  | Violet & Daisy                          | Violet                   |                          |
| 2012.  | The Brass Teapot                        | Payton                   |                          |
| 2013.  | Remember Sunday                         | Molly Branford           | TV-film                  |
| 2014.  | Parts per Billion                       | Sarah                    |                          |
| 2014.  | The Letters                             | Janet Treadway           |                          |

| Godina        | Naslov       | Uloga          | Bilješke                                               |
| ------------- | ------------ | -------------- | ------------------------------------------------------ |
| 2000. – 2007. | Gilmorice    | Rory Gilmore   | Glavna uloga                                           |
| 2009.         | Hitna služba | Dr. Julia Wise | Epizoda: "And in the End..."                           |
| 2012.         | Mad Men      | Beth Dawes     | Epizode: "Lady Lazarus", "Dark Shadows", "The Phantom" |
| 2013.         | Us & Them    | Stacey         | Glavna uloga                                           |

| Godina | Naslov                      | Uloga          | Bilješke |
| ------ | --------------------------- | -------------- | -------- |
| 2011.  | Love, Loss, and What I Wore |                |          |
| 2012.  | Regrets                     | Chrissie Myers |          |

## Vanjske poveznice
- Alexis Bledel na IMDb-u (engl.)
- Alexis Bledel  Arhivirana inačica izvorne stranice od 4. prosinca 2009. (Wayback Machine) (engl.)
- Alexis Bledel na filmbug.com (engl.)